# Ragazza di Megara
(Revue historique, littéraire et archéologique de l'Anjou, 1872)
La Ragazza di Megara (Jeune fille de Mégare o Fileuse de Mégare) è una statua in marmo scolpita dall'artista francese Louis-Ernest Barrias tra il 1867 e il 1870. È conservata al museo d'Orsay a Parigi.

## Storia
Quest'opera venne realizzata quando l'artista si trovava a Roma, dapprima in gesso e poi in marmo. Entrambe le versioni furono inviate in Francia. La versione marmorea fu esposta al Salone di Parigi del 1870 e fu comprata dallo stato per 6000 franchi. Dopodiché finì nel museo del Lussemburgo nel 1872, nel museo del Louvre nel 1923, per poi giungere al museo d'Orsay nel 1986.

## Descrizione

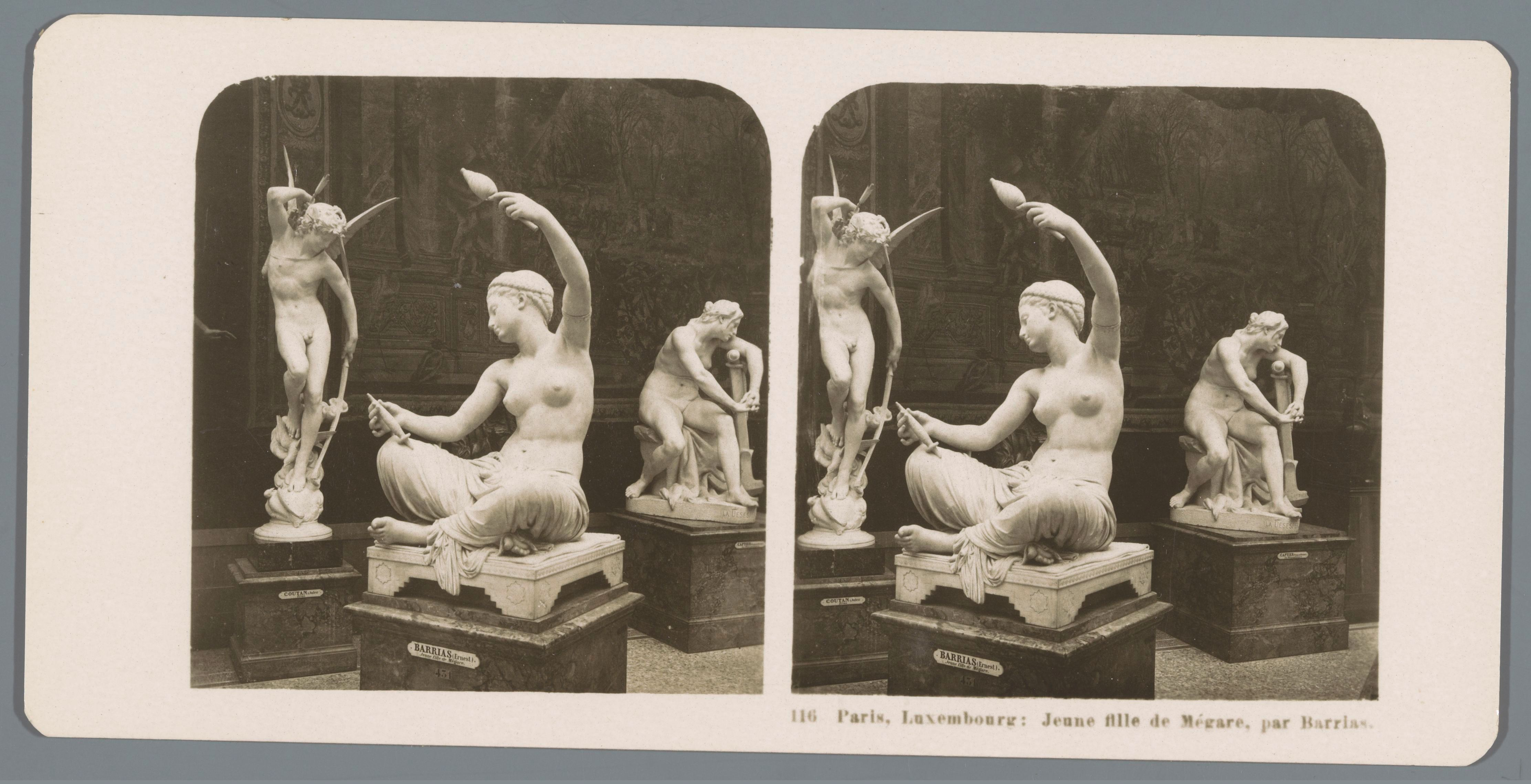
Una stereoscopia dell'opera al Museo del Lussemburgo (1904).

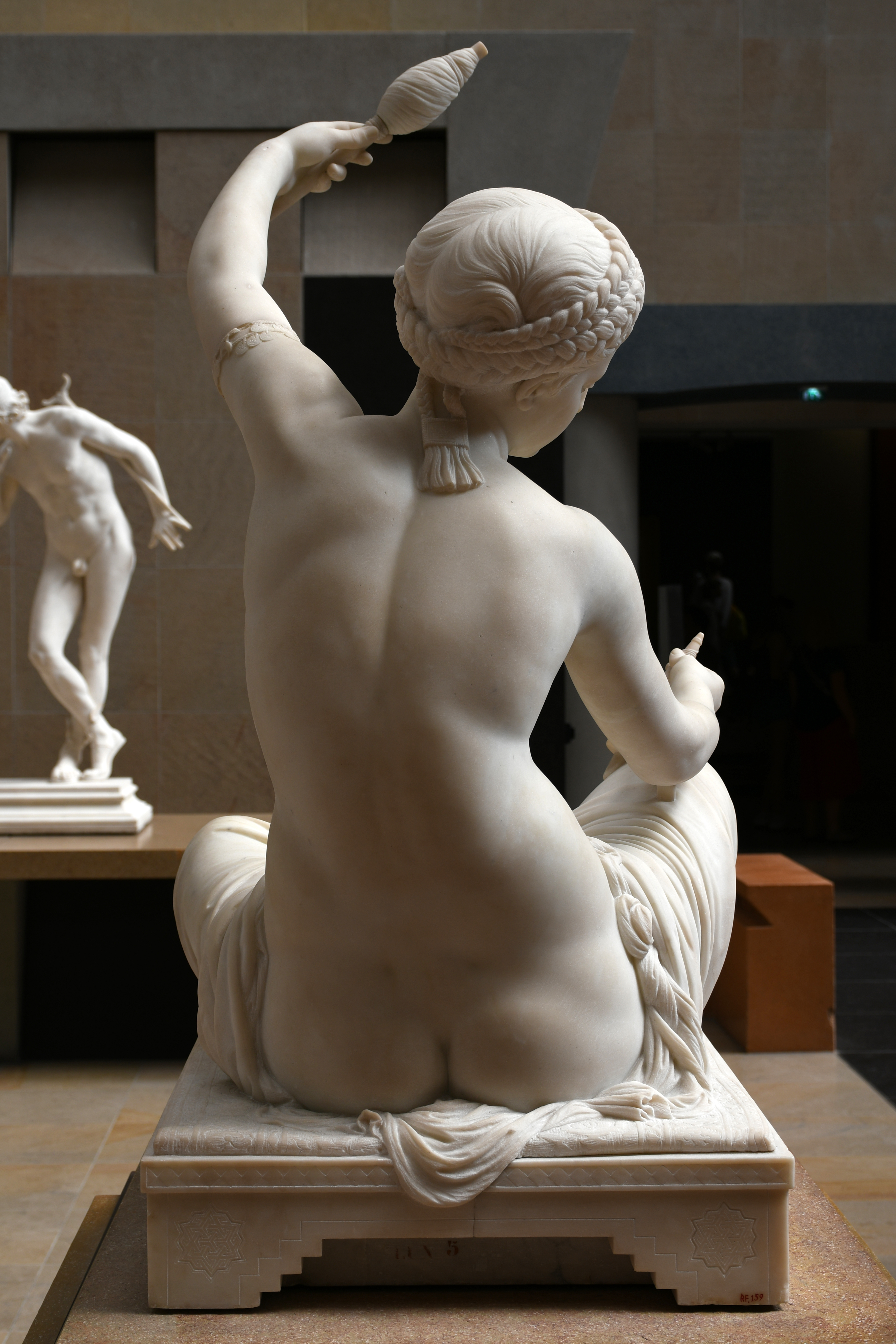
Vista posteriore

Questa statua raffigura una filatrice greca antica, una megarese come dice il titolo. La giovane a petto nudo è seduta a gambe incrociate su un basamento che presenta delle decorazioni geometriche. Un braccio è sollevato mentre l'altro ricade sul ginocchio destro della fanciulla: entrambe le mani reggono dei fusi. I suoi occhi sono leggermente socchiusi. La figura della filatrice sarebbe stata ripresa dall'artista per una statua successiva, la Filatrice di Bou-Saada, nella quale la ragazza è una mediorientale con una veste lunga. Quest'ultima opera orna la tomba del pittore orientalista Gustave-Achille Guillaumet.
Secondo una rivista dell'epoca, lo spettatore si focalizzerebbe sulla parte superiore del corpo della fanciulla (il busto, le braccia, il volto) piuttosto che su quella inferiore (le gambe incrociate), che secondo la recensione sarebbe cancellata dallo sguardo di chi vede l'opera: il recensore paragonò addirittura la statua alle persone prive degli arti inferiori.